# Syed Hussain Shah
Syed Hussain Shah (ourdou : سيد حسين شاه) est un boxeur pakistanais né le 14 août 1964.

## Carrière
Syed Hussain Shah participe aux Jeux sud-asiatiques en 1984, 1985 et 1987 et est à chaque édition sacré champion sud-asiatique.
Lors des Jeux olympiques de 1988 à Séoul, il remporte la médaille de bronze dans la catégorie poids moyens, s'inclinant en demi-finale face au Canadien Egerton Marcus.
Syed Hussain Shah remporte aussi les Championnats d'Asie de boxe amateur 1987 se tenant à Koweït City.
Il reçoit en 1989 la Sitara-i-Imtiaz, une décoration pakistanaise.